# Apatura geminifasciata
Apatura geminifasciata är en fjärilsart som beskrevs av Cabeau 1922. Apatura geminifasciata ingår i släktet Apatura och familjen praktfjärilar. Inga underarter finns listade i Catalogue of Life.